# Xã Laporte, Quận Sullivan, Pennsylvania
Xã Laporte (tiếng Anh: Laporte Township) là một xã thuộc quận Sullivan, tiểu bang Pennsylvania, Hoa Kỳ. Năm 2010, dân số của xã này là 349 người.